# 呉芮
呉 芮（ご ぜい、? - 紀元前202年）は、秦末から前漢にかけての群雄。初代長沙王（在位：紀元前202年）で、漢代初めに高祖劉邦を皇帝に推戴した異姓諸侯王のうち、趙王張耳と並んで天寿を全うし子孫に王位を伝え、長沙王はその中で最も長く続いた王となった。

## 略歴
秦の番陽県令であり、長江・鄱陽湖一帯の人々に慕われ、「番君」と呼ばれた。陳勝・呉広の乱に始まる秦末の乱の際、英布は呉芮に従い、呉芮は自分の娘を英布の妻とし、越の人間を率いて秦への反乱に加担した。沛公劉邦が南陽を攻めた際、劉邦は呉芮の将の梅鋗と遭遇し、一緒に南陽の県を攻め落とした。
高祖元年（紀元前206年）、関中が劉邦、項羽によって落とされ秦が滅び、項羽が義帝を奉じて各地に王を立てると、越の人間を率いて功績のあった呉芮は衡山王に封じられ、梅鋗は十万戸の侯に封じられた。その後、項羽は九江王英布と衡山王呉芮に命じ、義帝を殺させた（『史記』項羽本紀）。
時期は不明だが呉芮は項羽によって衡山王を剥奪され、番君に降格された。その後、離反して劉邦に与した。英布と同時期のことであるのか、あるいは呉芮が英布を唆して劉邦陣営に付いたのかは不明だが、劉邦は呉芮の功績を高く評価している。
高祖5年（紀元前202年）、漢王劉邦が項羽を滅ぼすと、楚王韓信・韓王韓信・淮南王英布・梁王彭越・趙王張耳・燕王臧荼と共に劉邦に「皇帝」の尊号を奉った。同年、呉芮は劉邦により長沙王（「異姓七王」の一人）に立てられ、その年に死亡した。文王と諡された。高祖劉邦は後に呉芮の忠を褒め称え、律令に記させている。
長沙王は子の成王呉臣が継いだ。呉臣は在位中、反乱を起こすも敗れて逃げてきた英布を殺している。その後も長沙国は劉邦が「劉氏でなければ王としない」と盟約を結んだことの例外となり、哀王呉回、共王呉右、靖王呉著と継承され、長沙国は文帝の後7年（紀元前157年）に呉著が後継ぎを残さず死亡するまで続いた。